# Little Bromley
 (avril 2023).
Pour les articles homonymes, voir Bromley (homonymie).
Little Bromley est un village et une paroisse civile de l'Essex, en Angleterre.